# Euphorbia graminifolia
Euphorbia graminifolia là một loài thực vật có hoa trong họ Đại kích. Loài này được Vill. mô tả khoa học đầu tiên năm 1786.